# Бри Конт Робер
Бри Конт Робер (фр. Brie-Comte-Robert) је насељено место у Француској у региону Париски регион, у департману Сена и Марна.
По подацима из 2011. године у општини је живело 16.075 становника, а густина насељености је износила 806,57 становника/km².

## Демографија
| 1962. | 1968. | 1975. | 1982.  | 1990.  | 2011.  |
| ----- | ----- | ----- | ------ | ------ | ------ |
| 4.689 | 6.100 | 8.706 | 10.347 | 11.501 | 16.075 |